# Coppa del mondo di marcia 2014
La Coppa del mondo di marcia 2014 (2014 IAAF World Race Walking Cup) si è svolta a Taicang in Cina nei giorni 3 e 4 maggio.
Ha visto la partecipazione di 48 paesi per un totale 350 atleti iscritti.

## Medagliati

### Uomini
| Specialità     | Oro              | Prestazione | Argento           | Prestazione | Bronzo         | Prestazione |
| 20 km          | Ruslan Dmytrenko | 1h18'37"    | Zelin Cai         | 1h18'52"    | Andrey Ruzavin | 1h18'59"    |
| 50 km          | Mikhail Ryzhov   | 3h39'05"    | Ivan Noskov       | 3h39'38"    | Jared Tallent  | 3h42'48"    |
| 10 km juniores | Wenkui Gao       | 39'40"      | Daisuke Matsunaga | 39'45"      | Nikolay Markov | 39'55"      |

### Donne
| Specialità     | Oro                | Prestazione | Argento    | Prestazione | Bronzo            | Prestazione |
| 20 km          | Anisya Kirdyapkina | 1h26'21"    | Hong Liu   | 1h25'58"    | Elmira Alembekova | 1h27'02"    |
| 10 km juniores | Dandan Duan        | 43'05"      | Yang Jiayu | 43'37"      | Anežka Drahotová  | 43'40"      |